# Le Monde

Le Monde

Le Monde (Lumea) este un cotidian supraregional francez. El împreună cu ziarul Le Figaro sunt considerate printre cele mai importante publicații informative din Franța. Articole apărute în "Le Monde" au din punct de vedere politic o tendință liberală de stânga. Ziarul Le Monde are o legătură indirectă cu publicația lunară de stânga Le Monde diplomatique.

## Istoric
După eliberarea Franței (La Libération) în 1944 de trupele aliate, Charles de Gaulle a inițiat apariția cotidianului "Le Monde", deoarece publicația "Le Temps" era acuzată de colaborare cu fostele trupe de ocupație germane. Până în iunie 2010 ziarul Le Monde a aparținut în procent de 53% angajaților săi, iar 47% aparținea concernului Danone, băncii BNP Paribas și miliardarului "François Pinault". La data de 25 iunie 2010, la sfatul redacției, Berge a hotărât vinderea redacției ziarului, bancherului Mathieu Pigasse, omului de afaceri Pierre Bergé, și companiei Xavier Niel. Vânzarea era condiționată cu respectarea pe mai departe de către noii proprietari, a libertății presei.
Președintele Nicolas Sarkozy a amenințat în mod repetat redacția "Bergé & Co." cu un veto, cu privire la atribuirea mai departe subvențiilor de stat.

## Editori
- Hubert Beuve-Méry (1944–1969)
- Jacques Fauvet (1969–1981)
- Claude Julien (1981-1982)
- André Laurens (1982–1985)
- André Fontaine (1985–1991)
- Jacques Lesourne (1991–1994)
- Jean-Marie Colombani (1994–2007)
- Pierre Jantet (2007-2008)
- Éric Fottorino (2008-2011)
- Erik Izraelewicz (din 2011)